# Live at the Royal Albert Hall (álbum de Erasure)
Live at the Royal Albert Hall es un CD que contiene la cuarta grabación en vivo de Erasure, para Cd, registrada el 25 de septiembre de 2007 en el teatro Royal Albert Hall, Londres, Inglaterra, en el marco de la gira Light at the End of the World Tour.

## CD 1
| Live at the Royal Albert Hall |                                                                          |          |  |
| N.º                           | Título                                                                   | Duración |  |
| 1.                            | «Sunday Girl» (de Light at the End of the World, 2007)                   | 4:38     |  |
| 2.                            | «Blue Savannah» (de Wild!, 1989)                                         | 4:22     |  |
| 3.                            | «Drama!» (de Wild!, 1989)                                                | 4:29     |  |
| 4.                            | «I Could Fall in Love with You» (de Light at the End of the World, 2007) | 4:39     |  |
| 5.                            | «Fly Away» (de Light at the End of the World, 2007)                      | 3:42     |  |
| 6.                            | «Breathe» (de Nightbird, 2005)                                           | 4:21     |  |
| 7.                            | «Storm in a Teacup» (de Light at the End of the World, 2007)             | 4:40     |  |
| 8.                            | «Chains of Love» (de The Innocents, 1988)                                | 3:53     |  |
| 9.                            | «Breath of Life» (de Chorus, 1991)                                       | 4:49     |  |
| 10.                           | «Love to Hate You» (de Chorus, 1991)                                     | 4:20     |  |
| 11.                           | «Sucker for Love» (de Light at the End of the World, 2007)               | 5:39     |  |
| 12.                           | «Jacques Cousteau» (de Boy, 2006)                                        | 3:44     |  |

## CD 2
| Live at the Royal Albert Hall |                                                                    |          |  |
| N.º                           | Título                                                             | Duración |  |
| 1.                            | «Victim of Love» (de The Circus, 1987)                             | 3:43     |  |
| 2.                            | «When a Lover Leaves You» (de Light at the End of the World, 2007) | 3:59     |  |
| 3.                            | «Ship of Fools» (de The Innocents, 1988)                           | 4:05     |  |
| 4.                            | «Chorus» (de Chorus, 1991)                                         | 5:21     |  |
| 5.                            | «Sometimes» (de The Circus, 1987)                                  | 4:01     |  |
| 6.                            | «A Little Respect» (de The Innocents, 1988)                        | 5:06     |  |
| 7.                            | «Oh L'Amour» (de Wonderland, 1986)                                 | 3:53     |  |
| 8.                            | «Glass Angel» (de Light at the End of the World, 2007)             | 5:09     |  |
| 9.                            | «Stop!» (de Crackers International, 1988)                          | 3:57     |  |

## Créditos
Todos los temas por (Clarke/Bell).
Erasure:
- Voces: Andy Bell
- Música: Vince Clarke

con:
- Coros: The Gazelles: Valerie Chalmers, Rachel Montez Collins y Christa Jackson
- Trompeta: Ben Edwards
- Publicado por: Musical Moments (Europe) Ltd / Minotaur Music Ltd / Sony Music Publishing
- Grabado y mezclado por: Will Shapland para Live Here Now y Will Shapland Mobiles
- Asistido por: Chris Goddard, Joe Adams y Dan Fisher
- Masterización: Tim Young at Metropolis
- Further Details
- Arte: Louise Downer at Blue Ink Creative
- Fotografía: Awais
- Gerencia global de Erasure: Michael Pagnotta para Reach

## Live at the Royal Albert Hall DVD
Live at the Royal Albert Hall es un DVD que contiene la séptima grabación en vivo de Erasure, registrada el 25 de septiembre de 2007 en el teatro Royal Albert Hall, Londres, Inglaterra. Este DVD se editó 4 meses después del CD de audio.

### DVD
1. Sunday Girl 4:38
2. Blue Savannah 4:22
3. Drama! 4:29
4. I Could Fall In Love With You 4:39
5. Fly Away 3:42
6. Breathe 4:21
7. Storm In A Tea Cup 4:40
8. Chains Of Love 3:53
9. Breath Of Life 4:49
10. Love To Hate You 4:20
11. Sucker For Love 5:39
12. Victim Of Love 3:43
13. When A Lover Leaves You 3:59
14. Ship Of Fools 4:05
15. Chorus 5:21
16. Sometimes 4:01
17. A Little Respect 5:06
18. Oh L'Amour 3:53
19. Glass Angel 5:09
20. Stop! 3:57

- Behind The Scenes With V&A (Documental con el detrás de escena con Vince y Andy) 29:00

Pistas ocultas
1. I Could Fall In Love With You (Kissing Version) 4:07
2. I Could Fall In Love With You (Supermarket Version) 4:02
3. Love To Hate You (Visuals Erasure Tour 2007) 	3:58
4. Oh L´Amour (Visuals Erasure Tour 2007) 3:14
5. Sometimes (Visuals Erasure Tour 2007) 3:33
6. How My Eyes Adore You (Visuals Erasure Tour 2007) 3:24
7. Sunday Girl (Visuals Erasure Tour 2007) 3:59
8. Chorus (Visuals Erasure Tour 2007) 	4:19
9. Podcast Episodio 1 3:23
10. Podcast Episodio 2 4:11
11. Podcast Episodio 3 3:58
12. Podcast Episodio 4 4:09
13. Podcast Episodio 5 3:29
14. Podcast Episodio 6 3:31
15. Podcast Episodio 7 4:09
16. Podcast Episodio 8 3:56
17. Podcast Episodio 9 3:46
18. Podcast Episodio 10 4:05
19. Podcast Episodio 11 4:43

### Créditos
Todos los temas por (Clarke/Bell).

Erasure:
- Voces: Andy Bell
- Música: Vince Clarke

con:
- Coros: The Gazelles: Valerie Chalmers, Rachel Montez Collins y Christa Jackson
- Trompeta: Ben Edwards
- Dirigido y producido por: Caz Gorham y Frances Dickenson
- Productor ejecutivo: Paul Hickey
- Director de fotografía: John Simmons
- Grabación y mezcla de audio en vivo: Will Shapland para Live Here Now & Will Shapland Mobiles
- Asistido por: Chris Goddard, Joe Adams y Dan Fisher
- Gerencia global de Erasure: Michael Pagnotta para Reach
- Operadores de cámara: Nuala Campbell, Ewan Chrisbin, John Henderson, Harriet Shears, Ian Watts, Nick Wheeler
- Sonido del documental: Documentary Sound Ian Macpherson
- DV Cameras Simon Bodecott, Ros Hull, Russ King
- Ayudantes de cámara: Mark Pengelly, Jaime Goodbrand
- Administradores: Jess Pickard, Tom Williams
- Gerente de producción: Sonia Borges, Monica Alonso
- Autoría DVD: Louise Downer and Technicolor Creative Services
- Masterización estéreo: Mazen Murad
- Masterización 5.1: Tim Young
- Editor En línea: Tom Dale
- Editor Offline: Russell King
- Jefe de gira: Andy Whittle
- Gerente de producción: Ian McFaddie
- Diseño de iluminación: Jonathan Armstrong
- Diseño de vestuario: Dean Bright, Tim Perkins
- Vestuario: Angelique Mark
- Operador de luces: Chris Bushell
- Técnico de luces: Jake Sullivan
- Ingeniero de sonido en vivo: Rickey Ricketts
- Técnico de sonido: Glen Pearson
- Ingeniero de monitoreo: Kirsten Powel
- Imágenes de monitor: Steve Sleeve/Prickimage
- Técnico de video: Troy Giddens
- Carpintería: Nik Kennedy
- Técnico escena en vivo: Howard Rider
- Comida: Viki Bever, Aoife Lonergan
- Promociones: Dax Cook
- Choferes: Ray Bridgeman, Dan Gobey, Chris Moynihan, Martin Pyle
- Live Nation: Mark Dawson

#### Behind The Scenes With V And A
- Cámara: Ian Watts
- Sonido: Ian Macpherson
- Filmación cruda en Maine: Gareth Jones, Joe Brien
- Cámaras: Simon Bodecott, Ros Hull, Russ King
- DVD Authoring Louise Downer and Technicolor Creative Services
- Editor En línea: Tom Dale
- Editor OffLine: Editor Russell King
- Dirigido y producido por: Caz Gorham y Frances Dickenson
- Productor ejecutivo: Paul Hickey
[3]